# Mike McColgan
Mike McColgan est le leader du groupe de punk/oi! Street Dogs et ancien chanteur du groupe Dropkick Murphys.

## Biographie
Né à Dorchester dans le Massachusetts, McColgan rejoint la marine Américaine très jeune et servit dans l'unité d'artillerie durant la guerre du Golfe. De retour aux États-Unis, McColgan forma avec son ami Ken Casey le groupe de punk celtique Dropkick Murphys. Avec eux il enregistra un album, Do or Die sorti en 1996.
McColgan quitta les Dropkick Murphys en avril 1998 pour poursuivre son rêve de devenir pompier à Boston comme son oncle et modèle, Kevin O'Toole (d'où le nom de la chanson du même titre dans l'album State of Grace des Street Dogs). Sur son départ du groupe, McColgan expliqua qu'il n'avait aucun regret, et qu'il était toujours en contact avec les membres de Dropkick Murphys. Il écrivit d'ailleurs une chanson, intitulé Two Angry Kids à propos de lui et Ken Casey à leur début avec DKM.
Après être entré chez les pompiers, McColgan les quitta, poussé par son amour de la musique, et décida de créer son propre groupe, Street Dogs, avec notamment Johnny Rioux et Joe Sirois des Mighty Mighty Bosstones.
Street Dogs a déjà sorti quatre albums et a tourné avec des groupes comme Social Distortion, Flogging Molly, Tiger Army, The Bouncing Souls, The Adolescents et ils sont apparus sur le Vans Warped Tour 2005.
En 2008, le groupe signa avec le label Hellcat Records, du leader de Rancid Tim Armstrong.

## Discographie
| Année | Artiste/Groupe   | Album                                  | Contribution |
| ----- | ---------------- | -------------------------------------- | ------------ |
| 1997  | Dropkick Murphys | Boys on the Docks                      | chant        |
| 1997  | Dropkick Murphys | Do or Die                              | chant        |
| 2000  | Dropkick Murphys | The Singles Collection, Volume 1       | chant        |
| 2003  | Street Dogs      | Savin Hill'                            | chant        |
| 2005  | Street Dogs      | Back to the World                      | chant        |
| 2006  | Street Dogs      | Fading American Dreams                 | chant        |
| 2008  | Street Dogs      | State of Grace                         | chant        |
| 2010  | Street Dogs      | Street Dogs                            | chant        |
| 2018  | Street Dogs      | Stand For Something Or Die For Nothing | chant        |